# 2008 UA332
2008 UA332 ist ein großes transneptunisches Objekt im Kuipergürtel, das bahndynamisch als Cubewano (CKBO) eingestuft wird. Aufgrund seiner Größe gehört der Asteroid möglicherweise zu den Zwergplanetenkandidaten.

## Entdeckung
2008 UA332 wurde am 26. Oktober 2008 von Larry Wasserman mit dem 4,0–m–Víctor M. Blanco–Teleskop (DECam) am Cerro Tololo-Observatorium (Chile) entdeckt.
Der Beobachtungsbogen des Planetoiden begann mit der offiziellen Entdeckungsbeobachtung am 26. Oktober 2008. Seither wurde der Planetoid durch das Cerro-Tololo- und das Kitt-Peak-Observatorium beobachtet. Im April 2017 lagen insgesamt lediglich 6 Beobachtungen über einen Zeitraum von 54 Tagen vor. Die bisher letzte Beobachtung wurde im Dezember 2008 am Kitt-Peak-Observatorium (Arizona) durchgeführt. (Stand 14. März 2019)

## Eigenschaften

### Umlaufbahn
2008 UA332 umkreist die Sonne in 300,20 Jahren auf einer fast kreisförmigen Umlaufbahn zwischen 44,15 AE und 45,51 AE Abstand zu deren Zentrum. Die Bahnexzentrizität beträgt 0,015, die Bahn ist 32,11° gegenüber der Ekliptik geneigt. Derzeit ist der Planetoid 44,17 AE von der Sonne entfernt. Das Perihel durchlief er das letzte Mal 2008, der nächste Periheldurchlauf dürfte also im Jahre 2309 erfolgen.
Weder von Marc Buie (DES) noch vom Minor Planet Center existiert eine spezifische Einstufung; Letzteres führt ihn nur als Nicht–SDO und allgemein als «Distant Object». Das Johnston’s Archive führt ihn dagegen als Cubewano auf, wobei er zu den bahndynamisch «heißen» klassischen KBO gehören würde.

### Größe
Derzeit wird von einem Durchmesser von 373 km ausgegangen, basierend auf einem Rückstrahlvermögen von 8 % und einer absoluten Helligkeit von 5,6 m. Ausgehend von diesem Durchmesser ergibt sich eine Gesamtoberfläche von etwa 437.000 km2.
Da es denkbar ist, dass sich 2008 UA332 aufgrund seiner Größe im hydrostatischen Gleichgewicht befindet und somit weitgehend rund sein könnte, erfüllt er möglicherweise die Kriterien für eine Einstufung als Zwergplanet. Mike Brown geht davon aus, dass es sich bei 2008 UA332 um vielleicht einen Zwergplaneten handelt.
| Jahr                                         | Abmessungen km | Quelle   |
| -------------------------------------------- | -------------- | -------- |
| 2018                                         | 404,0          | Johnston |
| 2018                                         | 373,0          | Brown    |
| Die präziseste Bestimmung ist fett markiert. |                |          |